# Age of Mythology
Age of Mythology (на срп. „Доба митологије”; уобичајно скраћено AoM) јесте стратешка видео игра у реалном времену, коју је развио Ensemble Studios, а издао Microsoft Game Studios у новембру 2002. године. У проширеном издању 2014. објављеном на Stream-у, са редизајнираном графиком, игра је укључивала оба оригинална додатка (The Golden Gift и The Titans). Услиједило је издање Age of Mythology: Tale of the Dragon, које је објављено 28. јануара 2016. године.
Ова игра, за разлику од претходних у серијалу, мање се фокусира на историјску тачност и заснована је на митовима и легендама старе Грчке, Египта и Скандинавије. Међутим, многи елементи игре су пренесени из других игара у серијалу, што омогућава да се Age of Mythology сматра спин-офом. Игра је добијала позизивне критике и продата је у милион примјерака за мање од четири мјесеца. Просјечна оцјена на Metacritic и GameRankings била је око 89%. Елементи игре су углавном били позитивни, али су неки рецезенти били критични према дужини кампање и монотонији задатака.

## Игра
Као и многе друге стратешке игре у реалном времену, Age of Mythology је заснована на изградњи грађевина, проширивању ресурсних поља, стварању војске и уништавању непријатељских грађевина и јединица.
Играчи показују своју способност играња прелазећи „Доба": почећи од Старог доба, надограђујући се на Класично и Херојско долазе до Митског доба. Свака надоградња „откључава“ нове јединице и технологује играчу које ојачавају његово село. Наравно, надоградња захтева одређено плаћање, као и грађевине које се требају саградити да би се прешло у наредно доба. Сваки пут играч бира нижег бога када прелази у наредно доба. Сваки изабрани бог даје јединствену технологију, митске јединице и моћ - посебна способност којом играч може извући корист или оштетити свог противника.
Постоје три цивилизације које се могу одабрати у овој игри: Грци, Египћани и Норди. Свака цивилизација има три главна бога: Зевс, Хад и Посејдон за Грке, Изида, Ра и Сет за Египћане и Один, Тор и Локи за Норде.
У овој игрици постоје четири главна ресурса: храна, дрво, злато и наклоност богова; ова игрица не садржи ресурсе камена као у претходним Ensemble Studios игрицама. Ресурси могу бити коришћени за тренирање јединица, конструкцију грађевина и унапређењу технологија. Наиме, грчки сељаци, нордијски земљорадници и патуљци, египатски истраживачи и рибарски бродови користе се за проширење ресурса. Ловљење животиња, брање воћа, узгајање поврћа и риболов - све су то начини за производњу хране. Дрво се може повећати само сечењем шума, а злато копањем рудника.
Наклоност богова се постиже на различите начине у различитим земљама. Играчи који су изабрали грчке богове то постижу мољењем сељана пред храмом, египатске грађењем споменика, а нордијске борбом или изграђивањем хероја. Ресурси могу бити замењени у играчевој пијаци.

### Јединице
Главни део армије сваке цивилизације чине људски војници. Сваки играч има максималан број популације. Изградњом додатних кућа или нових центара села, главна грађевина у играчевом селу, повећава се максималан број популације.
Свака јединица заузима различит број популације: док један сељак заузима један, неко митско биће заузети пет. Многе јединице могу бити надограђене, тиме постајући боље и ефикасније у задацима.
Јединице могу бити подељене у три групе: пешадија, стрелци, коњица (који могу бити људске јединице - Хероји, опсадне справе, морнарица и митска бића).
У нападу је исто као и у игри папир-камен-маказе. Пример:
- ПЕШАДИЈА додатно оштећује коњицу,
- КОЊИЦА додатно оштећује стрелце,
- СТРЕЛЦИ додатно оштећују пешадију.

У исто време, сваки тип јединице има „антијединицу“ - способнос да у нападу на одређену врсту јединице добије бонус. На пример, војник пешадије у нападу на коњицу добија бонус, док у нападу на стрелце не добија. Такође, метода папир-камен-маказе важи и за бродове.
Хероји су јединице које су најефективније у нападу на митска бића. Они су такође способни да прикупљају реликвије, које играчу дају додатне економске или војне бонусе када су убачене у храм. Хероји су много моћнији од људских јединица против митских бића, митска бића су још јача у нападу на њих.

### Грађевине
Грађевине у такође могу бити подељене у три групе: војне, економске и одбрамбене.
Најважнија економска грађевина је сеоски центар. Све цивилне јединице изграђују се у њему сеоском центру, осим рибарских бродова. Играчи прелазе у следећа доба кроз грађевине. Сеоски центар проширава капацитет популације за 15, а свака изграђена кућа за 10. У економске грађевине се убрајају и фарма и маркет.
Све остале јединице трениране су у војним грађевинама. Ове грађевине имају различито име, изглед и намену међу цивилизацијама, али тренирају сличне јединице. Војне грађевине се користе и за унапређење војних технологија као што су надоградња штитова, мачева, опсадних справа итд.
Зидови и куле су одбрамбене грађевине које не могу изграђивати јединице, већ се користе само за одбрану и сакривање сељана када је село под нападом.
Постоји још једна врста грђевина, а то је Чудо - велика грађевина која представља архитектонско достигнуће цивилизације. У уобичајеном моду игре, када играч сагради чудо, почиње десето-минутно одбројавање. Ако чудо није срушено током одбројавања, играч који је саградио чудо побеђује.

### Мултиплејер
Мултиплејер је најигранија опција игрице Age of Mythology. Игра се кроз Ensemble Studios Online (ESO), или преко LAN и IP конекције. Игрица укључује и један бесплатан мултиплејер налог на ESO који такође дозвољава играчима да се током игре међусобно дописују.
У мујтиплејер игрги постоји седам различитих модова игре:
- „“ - стандардан мод игре - случајни терени и било који начин победе;
- „“ - сличан претходном - победа искључиво уништењем непријатеља;
- „“ - сличан „“ - играчи почињу са доста ресурса;
- „“ - сличан „“ - игра се 2 брже;
- „“ - играчи почињу само са једним сељаном без сеоског центра;
- „“ - побеђује онај ко 10 минута контролише грађевину на једном узвишењу;
- „“ - играчи почињу са једним сеоским центром без могућности да саграде други.

### Уређивач сценарија
Уређивач сценарија игрице Age of Mythology сложенији је од оног у игрици Age of Empires II. Нуди могућност прављења нових терена, па чак и са специјалним ефектима и јединицама. Одликује га добра графика са могућношћу постављања направљног терена или сценарија у игрици.

## Кампања
За разлику од кампања у игрици Age of Empires II: The Age of Kings, Age of Mythology има једну централну кампању. Кампања је дужа од свих осталих у претходним игрицама. Названа је „Пад трозупца“ и има 32 сценарија.
Кампања почиње на Атлантиди са њиховим адмиралом Аркантосом који је одабран да поврати наклоност Посејдона, бога Атлантиде. У почетку он бори се против црних бродова вођених минотауром Камосом пре него што се придружи Агамемнону у Тројанском рату. После серије напада на Троју, он заједно са Ајаксом и Одисејем прави план о изградњи познатог Тројанског коња са којим освајају Троју.
Након рата, плове до земље кентаура Хирона да поправе бродове. Међутим, острво је било освојено, а сви становници принуђени да копају до улаза у подземни свет. Они стижу до места копања и силазе до подземног света, кад видеше како сељани проширују рупу коју су ископали да би титани могли изаћи и упуштају се у борбу. Међутим, све се руши и они остају затрпани, али уз помоћ мртвих граде храмове боговима који их избављају.